# R-29 (弾道ミサイル)
R-29 ヴィソタ (ロシア語: Р-29 Высота、ラテン文字転写例: Vysota、「高さ」の意) は、 ソビエト連邦が開発し、現在はロシア連邦が運用する2段式の液体燃料式潜水艦発射弾道ミサイルである。MIRV化したものなど複数の派生型があり、ファミリー化されている。マキーエフロケット設計局が設計を担当し、誘導方式は恒星天測誘導/慣性誘導併用である。 

## 派生型

### R-29
- 配備開始：1974年
- ロシア工業番号：4K75
- DoD番号：SS-N-8 Mod 1
- ASCC識別名：ソーフライ (Sawfly)
- SALT識別番号：RSM-40
- 配備先：デルタI型原子力潜水艦
- 総質量：32,800 kg
- 直径：1.80 m
- 全長：13.20 m
- スパン：1.80 m
- ペイロード：1,100 kg
- 最大射程：7,700 km（4,784  マイル）
- 弾頭数：1
- 段数：2

### R-29R
- 配備開始：1978年[3]
- ロシア工業番号：4K75R
- DoD番号：SS-N-18 Mod 1
- ASCC識別名：スティングレイ (Stingray)
- SALT識別番号：RSM-50
- 配備先：デルタIII型原子力潜水艦
- 総質量：35,300 kg
- 直径：1.80 m
- 全長：14.40 m
- スパン：1.80 m
- ペイロード：1,650 kg
- 最大射程：6,500 km（4,038  マイル）
- 弾頭数：3（0.5 Mt）
- 段数：2

### R-29RK
- ロシア工業番号：4K75RK
- DoD番号：SS-N-18 Mod 2
- ASCC識別名：スティングレイ (Stingray)
- SALT識別番号：RSM-50
- 配備先：デルタIII型原子力潜水艦
- 総質量：34,388 kg
- 直径：1.80 m
- 全長：14.40 m
- スパン：1.80 m
- 最大射程：6,500 km（4,038  マイル）
- 弾頭数：7（0.1 Mt）
- 段数：2

### R-29RL
- ロシア工業番号：4K75RL
- DoD番号：SS-N-18 Mod 3
- ASCC識別名：スティングレイ (Stingray)
- SALT識別番号：RSM-50
- 配備先：デルタIII型原子力潜水艦
- 総質量：35,300 kg
- 直径：1.80 m
- 全長：14.09 m
- スパン：1.80 m
- 最大範囲：9,000 km（5,592マイル）
- 弾頭数：1 (0.45 Mt)[4]
- 段数：2

## 運用国
ロシア
ロシア海軍はソ連海軍からR-29を継承して運用している。現在配備されているのはR-29R、R-29RMU シネヴァ、R-29RMU2 ライニャである。また、改良型のR-29RMU3 シネヴァ2が計画されている。
2017年現在、デルタIII型原子力潜水艦にR-29R 48基、デルタIV型原子力潜水艦にR-29RMU シネヴァ 80基が配備されている。
- デルタIII型 (R-29R) 
  - ポドルスク
  - スヴャトイ・ゲオルギー・ポベドノーセツ
  - リャザン

- デルタIV型 (R-29RMU シネヴァ) 
  - ヴェルホトゥーリエ
  - エカテリンブルク
  - トゥーラ (オーバーホール中)
  - ブリャンスク
  - カレリア
  - ノヴォモスコフスク